# Виксель, Александр Иванович
Александр Иванович Виксель (швед. Johan Alexander Wiksell; 10 (21) сентября 1872, Санкт-Петербург — 18 августа 1957, Ленинград) — русский архитектор и инженер-строитель шведского происхождения, доктор технических наук, автор теоретических трудов и курсов по строительному делу, педагог, профессор, создатель и руководитель кафедры начертательной геометрии в Институте гражданских инженеров, строитель и проектировщик церковных, гражданских и военных архитектурных сооружений.

## Биография

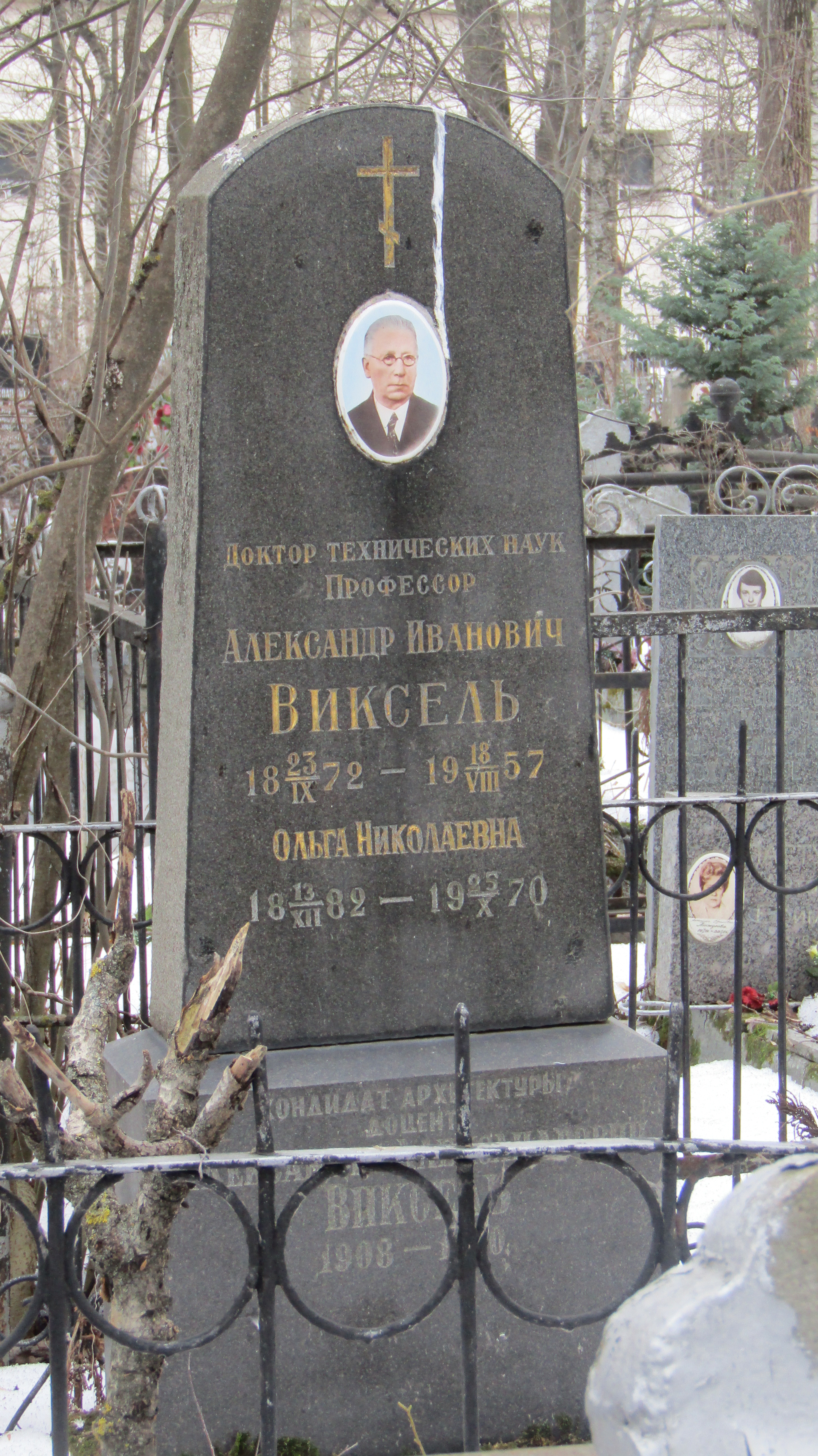
Могила А.И.Викселя Серафимовское кладбище, Санкт-Петербург.

Родился в семье выходца из Швеции, золотых дел мастера Иоганна Викселя (ум. в 1874) и его жены Каролины Федоровны (1850—1900). Шведский подданный (до 1893 года) лютеранского вероисповедания.
Начальное образование получил в Шведской приходской школе, потом перешел в 1-е Реальное училище на Васильевском острове.
В 1893 году принял подданство Российской империи и на следующий год поступил в Институт гражданских инженеров императора Николая I.
В годы студенчества Александр Иванович работал в качестве техника-производителя работ при сооружении Придворной церкви Святых Апостолов Петра и Павла в Новом Петергофе.
В летние каникулы 1895—1897 годов был занят на постройках Петровских заводов и гидротехнических сооружений осуществлявшихся Русско-Бельгийским металлургическим обществом. О чём имел свидетельства и благодарности.
Закончив в 1899 году полный курс Института гражданских инженеров (ИГИ) молодой инженер сразу приступает к проектированию и техническому обеспечению строительства Морского Собора в Либаве (Лиепая) под руководством своего учителя Василия Антоновича Косякова. Строительство велось несколько лет и дало А.Викселю необходимый опыт для начала преподавательской и научной работы в ИГИ, где Виксель становится сначала ассистентом, а затем штатным преподавателем.
В 1903 году вместе со своим однокурсником Владимиром Шаверновским Александр Иванович работает под началом Василия Косякова над проектом Часовни церкви Богоявления «Спас на водах» в Кронштадте. А через год их бюро занимается инженерным обеспечением грандиозного проекта: плана строительства Морского Никольского собора.
Расширяется и поле преподавательской деятельности Викселя. Он работает на кафедре строительного искусства Санкт-Петербургского Лесного института, оставаясь преподавателем начертательной геометрии и черчения в ИГИ. В 1905 году ему поручили читать обширный курс разработки строительных конструкций («Части зданий»).
В 1906 году Александр Виксель женится на дочери немецкого фабриканта Елене Карловне Грунвальд  (1878–1928), и в 1908 году у них родился сын Александр. Впоследствии тоже инженер-строитель, в 60-е годы он будет заведующим кафедрой в ЛИСИ и автором учебника начертательной геометрии.
На следующий год Виксель, как блестяще говорящий на немецком языке, командируется Министерством внутренних дел в Высшее политехническое училище в Берлине-Шарлоттенбурге (Германия) для изучения новых методов испытания строительных материалов. Он проходит курс профессора И. Гиршвальда по окончании которого пишет сокращенное изложение на русском языке, которое издается Петербургским журналом «Строитель» в 1910 году.  В том же году он повышает квалификацию и в Высшей королевской технической школе Геолого-минералогического института Берлина.
В 1909 году Виксель — инспектор школы десятников по строительному делу Санкт-Петербургского Учебного Округа, Член постоянной комиссии по техническому образованию Русского императорского Технического общества.
В 1910 году в семье Викселей рождается дочь Ирина, а в 1912 году — сын Георгий.
С 1911 года Александр Иванович работает в Главном комитете по устройству армейских казарм. Получает орден Святой Анны 3-й степени, медаль в память о сооружении Морского Собора в Кронштадте и титул коллежского советника.
1913 год приносит опыт участия в строительстве Ланского и Рождественского трамвайных парков «второй очереди» (по проекту А. Ламагина). Также, стараясь обеспечить семью, Виксель строит по своим проектам частные дома и дачи в пригородах Петербурга.
Вступление России в Первую мировую войну возвращает профессиональную деятельность Александра Ивановича к военной тематике. Он считается мобилизованным и назначается Старшим техником Главного комитета по строительству армейских жилых сооружений. Строит казармы, инспектирует качество войсковых сооружений в разных регионах страны, при этом ни на месяц не прекращая преподавательской деятельности.
Его приглашает для ведения практических занятий Технологический институт императора Николая I, он читает курс начертательной геометрии в Электротехническом институте императора Александра III, продолжая при этом работать в ИГИ.
Его профессиональная компетентность и неутомимая старательность в военный период отмечена орденом Святого Владимира 4-й степени и присвоением титула статского советника.
Февральская революция застает Викселя уже Главным инженером Коллегии Управления по квартирному довольствию войск. Окончание военных действий приводит к тому, что новая власть назначает его начальником управления по демобилизации строительных частей.
В первые годы уже советской власти, беспартийный «буржуазный специалист», занимается восстановлением разрушенного централизованного отопления и самих оранжерей Ботанического Сада на Аптекарском острове, участвует в проектировании новых жилых массивов. Но преподавание остается главным делом Александра Ивановича.
Помимо неизменного преподавания в Институте гражданских инженеров он преподает в Химико-фармацевтическом институте, Электротехническом институте, на Высших женских архитектурных курсах, в Артиллерийской академии РККА, в Институте инженеров промышленного строительства, в Высшем военно-морском строительном училище. Читает в основном свои авторские курсы «Строительное искусство», «Начертательная геометрия» и «Черчение».
В 1921 году он уже «красный профессор» по кафедре гражданской архитектуры и начертательной геометрии в родном ИГИ (переименован в ПИГИ), руководит всем архитектурно-строительным отделением и консультирует дипломников. Виксель — один из создателей новой методологии преподавания курса в ПИГИ.
В середине 1920 годов Александр Иванович председательствует в государственной архитектурно-инженерной комиссии и возглавляет комиссию квалификационную. В 1926 году А. Виксель участвовал в конкурсе на создание проекта механического хлебозавода им. 10-летия Октября (впоследствии Хлебозавод № 6 им. А. Е. Бадаева). И хотя победил проект А. С. Никольского, этот опыт стал несомненным расширением диапазона его специализации. Он проводит теперь техническую экспертизу проектов металлургических и машиностроительных заводов, становится членом техсовета Гипроспецмета и Наркомлеса, консультантом треста Союзформолитья и других промышленных предприятий и организаций.
В 1927–1929 годы Виксель — проректор ПИГИ по учебной части. А в 1930 году в Ленинградском инженерно-строительном институте (ЛИСИ, как стал называться ИГИ/ПИГИ в эти годы) им создается кафедра начертательной геометрии. Это была совершенно новая академическая структура. Впервые в России был создан специализированный научный кабинет, оборудованы отдельные чертёжные залы для практических занятий и т. д. Преподавать дисциплину стали уже не одиночки-почасовики, а большой, связанный одной «повесткой», коллектив специалистов.
С 1933 году Александр Иванович по совместительству заведует кафедрой строительного дела, постоянно участвует в работе Методической комиссии и Совета института, проводит заседания Научно-технического совета. В том же году вступает в Союз Архитекторов СССР.
В 1940 году Виксель пишет работу «Аксонометрия. Теория и исследование вопросов практического применения при строительстве и архитектурном проектировании». Этот труд защищается им как докторская диссертация за которую присваивается ученая степень доктора технических наук.
А. И. Виксель бессменно руководил кафедрой начертательной геометрии ЛИСИ с 1930 года по 1951 год.  В 1946 году на кафедре была организована аспирантура, которой до 1953 годы также руководил Александр Иванович.
На пенсию он вышел 80 лет.
Во втором браке А.И.Виксель был женат на Ольге Николаевне Разуваевой (1881/2–1970), которая с высокой долей вероятности была дочерью шахматиста М.Чигорина.
Александр Иванович Виксель умер 18 августа 1957 года в Ленинграде. Похоронен на Серафимовском кладбище.

## Работы А. И. Викселя
- Виксель А. И. Испытание естественных строительных камней на их сопротивление выветриванию по методам профессора доктора И. Гиршвальда // Санкт-Петербург: тип. журн. «Строитель», 1910 — 170 с.
- Виксель А. И. Конспект курса строительных материалов // Петербург: тип. 1-й Артил. школы, 1923—110 с.
- Виксель А. И. Курс строительного искусства. Основания и фундаменты // Петербург: тип. ИГИ, 1924
- Виксель А. И. Строительные материалы // Петербург: тип. ИГИ, 1924
- Виксель А. И. Построение рельефных изображений // Ленинград: тип. ИГИ, 1931
- Виксель А. И. Рельефные изображения, стереограммы и анаглифы их построения // Ленинград: тип. ИГИ, 1931
- Виксель А. И. Аксонометрия. Теория и исследование вопросов практического применения при строительстве и архитектурном проектировании. // Докторская диссертация. Л.: ЛИСИ, 1940 — 299 с.